# 宁蒗弓鱼
宁蒗弓鱼（学名：Racoma ninglangensis）为鲤科弓鱼属的鱼类，俗名白砸嘴，是中国的特有物种。分布于泸沽湖等。该物种的模式产地在宁蒗县永宁公社落水。

## 扩展阅读
維基物種上的相關：宁蒗弓鱼